# Арсиноя III
Арсиноя III — египетская царица, дочь Птолемея III и Береники II.
Вероятно, рождена между ноябрём 246 и июнем 245 гг. до н. э. Вышла замуж за своего брата Птолемея IV в октябре-ноябре 220 г. до н. э., от которого она имела единственного сына Птолемея V. Была объединена вместе с мужем в династический культ богов Филопаторов (Любящих отца) в 216—215 гг до н. э. Возможно, отвергнута Птолемеем V в конце лета 204 г. до н. э., предположительно убита Филиммоном как агентом Сосибия или самого Птолемея IV, возможно, погибла при пожаре во дворце. Посмертно почитаема с 199—198 г. до н. э. жрицей династического культа в Александрии.
В литературе существует путаница относительно её настоящего имени.
Ливий называет её Клеопатрой, а Юстин — Эвридикой (в этом случае она должна быть Эвридикой II).